# Angelina Colubret
Angelina Colubret i March (Badalona, 1910-Torroella de Montgrí, 1998) fue una maestra y activista política. Obtuvo el título de profesora de Educación primaria el año 1929 y ejerció de maestra hasta el final de la Guerra Civil Española, momento en qué fue detenida y condenada a no poder ejercer su trabajo. Durando el conflicto militar hizo de enfermera en la expedición republicana contra los sublevados de Mallorca.

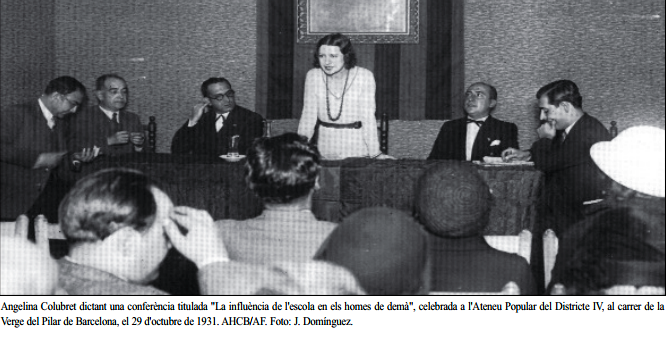
Conferencia en Barcelona en 1931.

En el ámbito político empezó a escribir en 1931 en el semanario Lluita, portavoz de Izquierda Catalana Federal en Badalona y en La Humanitat
Durante la Segunda República Española participó en diferentes mítines sobre la educación de las mujeres y su papel en la sociedad centraba en gran parte sus intervenciones. En el primer congreso ordinario de Esquerra Republicana de Catalunya (1932) fue la secretaria de la Ponencia de Enseñanza.